# White Noise Music
White Noise Music (WNM) ist der ehemalige Name eines 2007 gegründeten Produktionsstudios und Plattenlabels, das deutsch- und englischsprachige Produktionen im Bereich Hip-Hop, RnB und Pop veröffentlichte. Seit 2016 heißt die Firma medienproduktion 2.0 und ist in den Bereichen Audio- und Filmproduktion, Design und Marketing tätig.

## Geschichte
Das Label wurde gegründet von Tobias Obentheuer, Stephan Stridde (Schlagzeuger und Musikmanager) und Alexander Frey (Toningenieur und Produzent) und war mit Produktionsfirma und Tonstudio zunächst in Westhofen ansässig. Nach ersten Produktionen stieg gegen Ende 2007 Alexander Frey aus.
Im Jahr 2008 folgen erste Veröffentlichungen von Eric Redd (Across the Water) auf dem US-Markt und von DeLaTone (Soulmusique) auf dem deutschen Markt. Stilistisch sind die ersten Werke im Bereich RnB, Soul und Hip-Hop anzusiedeln. Die Rap-Newcomer Herry & Madd unterzeichneten August 2008 ihren Vertrag bei WNM.
2009 veröffentlichte der ehemalige Teilnehmer Fernsehsendung Deutschland sucht den Superstar Benny Kieckhäben seine erste englischsprachige Pop-Single Travelling bei WNM. Die elektronische Pop-Produktion für Benny Kieckhäben war die erste kommerzielle CD des Labels. Der Künstlerkreis erweiterte sich um Christoph Weinbach und Lisa Bund. 2010 wurden das Album Abgefahren von Herry & Madd, Kapitel I des WNM Samplers, sowie die Neuauflage von DeLaTone's Was ihr braucht veröffentlicht. Kapitel I bot einen umfassenden Rückblick über die bisherigen Produktionen. Im Sommer 2010 endete die Zusammenarbeit mit Benny Kieckhäben, Lisa Bund und DeLaTone. Ein begonnenes Soloalbum der ehemaligen DeLatone Sängerin Dinea wurde nicht fertiggestellt; WNM und Dinea trennten sich 2011.
2011 drehte WNM den ersten offiziellen Imagefilm in Kooperation mit „filmproduktion rhein-main“ aus Mainz. Das firmeneigene Studio leistete Arbeit für diverse Bands im Rhein-Neckar Raum und erweiterte den Dienstleistungsbereich um den Bereich Filmmusik und Filmvertonung. Ferner wurde die Band Cat-C(rown) unter Vertrag genommen.
Von 2012 bis 2013 stellte WNM Albumproduktionen für verschiedene Bands wie Stereoswitch, die Döftels, 1MP, Fido Vagash, Squared Circles, Brisa Sur, Duo Wormez, Cat Crown uvw. fertig. Für MCM Fantertainment, die mittlerweile Benny Kieckhäben unter Vertrag genommen hatten, wurde dessen zweite Single Ein wenig Mut geschrieben und produziert.
Im Dezember 2013 trennte sich Tobias Obentheuer geschäftlich von Stephan Stridde, der bis dato Teilhaber der WNM GbR war. Nach der Auflösung übernahm Obentheuer Studio und Label komplett begann in Eich, Rheinland-Pfalz ein neues Studio zu bauen.
2014 und 2015 kamen zu den Audio- auch visuelle Produktionen hinzu. Anfang des Jahres 2016 wurden der Name und das Logo dem aktuellen Aufgabengebiet angepasst. Aus dem reinen Kürzel WNM wurde „medienproduktion 2.0“. Das Studio wurde um weitere Arbeits- und Schnittplätze im Bereich Video, Foto und Marketing erweitert.

## Künstler seit 2007
- DeLaTone
- Eric Redd
- Herry&Madd
- Christoph Weinbach
- Benny Kieckhäben
- Lisa Bund
- Dinea
- Cat-Crown

## Veröffentlichungen
2007
- DeLaTone – Was ihr braucht (Album)
- Eric Redd – So you tink you wanna danz (Single)

2008
- Eric Redd – Across the Water (Album)
- DeLaTone – Soulmusique (Album)

2009
- DeLaTone – Soulmusique 2009 (The Live Themes Album)
- Benny Kieckhäben – Travelling (Maxi Single)

2010
- DeLaTone – Was ihr braucht 2010 (2te Auflage – Digital Remastered)
- WNM Sampler – Kapitel I (Sampler)
- Herry&Madd – Abgefahren (Album)